# Dahlenburg
Dahlenburg ist ein Flecken im Landkreis Lüneburg in Niedersachsen. Der Flecken ist Verwaltungssitz der Samtgemeinde Dahlenburg mit den Gemeinden Boitze, Dahlem, Dahlenburg, Nahrendorf und Tosterglope.

## Lage
Dahlenburg liegt westlich am Naturpark Wendland.Elbe am Zusammenfluss von Neetze, Kalberlah und Strachau.

## Geschichte
Erstmals erwähnte wohl Heinrich der Löwe die Gemeinde 1162 in einer Urkunde. Mitte des 13. Jahrhunderts erzählte der Bischof von Posen, Boguphalus, in seiner polnischen Chronik, ein Fürst Sobeslaus habe in der zweiten Hälfte des 9. Jahrhunderts eine „Burg Dalem, die die Deutschen Dalenburg nennen“, errichtet.
In Dahlenburg hat neben dieser slawischen Anlage auch eine mittelalterliche Burg bestanden. Ihr frühestes Zeugnis könnte das 1172 in der Gründungsurkunde des Klosters Lüne erwähnte Geschlecht der Herren von Dahlenburg sein. 1203 wurde die Burg erstmals ausdrücklich genannt, als sie im Teilungsvertrag der Söhne Heinrich des Löwen Herzog Wilhelm von Lüneburg zugesprochen wurde. Herzog Johann I. von Braunschweig-Lüneburg hielt sich oft auf der Burg auf und starb dort 1276. 1293 wurde die Burgsiedlung erstmals ausdrücklich erwähnt. Danach erscheint die Burg nur noch im Jahr 1433 in der historischen Überlieferung, wobei die Quelle in der Frage, ob die Burg damals noch existiert hat, unklar ist. Der Burgplatz wird nordwestlich der Kapelle St. Laurentius auf einer flachen Geländekuppe lokalisiert. Außer einer flachen Böschungskante sind heute keine Spuren mehr vorhanden. Eine Zeichnung von 1762 zeigt einen Ruinenrest mit einem gotischen Spitzbogen, der nordöstlich der Kapelle in einem Schutthaufen steht. Es könnte sich dabei um den Rest des Kirchturms handeln, der 1352 auf Anordnung des Herzogs abgebrochen werden musste. Seine freistehende Lage außerhalb der Flucht der Kirche spricht für seinen ursprünglichen Charakter als Burgturm, der nach deren Aufgabe als Kirchturm weiterverwendet wurde. Nach einer Beschreibung von 1769 sollen auf dem Burgplatz große Mengen von Holzkohle und altes Mauerwerk vorhanden gewesen sein. Gegen Ende des 19. Jahrhunderts waren noch Reste eines Walles noch sichtbar. Zudem wurde bei einer Ausgrabung 1910 möglicherweise der Burggraben angeschnitten.
1352 musste der Kirchturm von St. Laurentius, die sehr wahrscheinlich die ursprüngliche Burgkapelle war, neben anderen Kirchtürmen auf Anordnung des Herzogs gebrochen werden. Möglicherweise handelte es sich dabei um einen wiederverwendeten Burgturm.
Diese „-burg“ genannte Anlage war als Gut verzeichnet, dennoch zeugen bis heute Straßennamen wie Burgstraße und Fürstenwall von der Wehranlage. Das Gut war im Besitz derer von Spörcken. Im Jahre 1203 fiel der Goh Dahlenburg an Herzog Wilhelm, einen Sohn Heinrichs des Löwen. Im Jahre 1289 erhielt Dahlenburg die Stadtrechte unter Herzog Otto, der die bis heute bestehende St.-Laurentius-Kapelle erbauen ließ. Sie wird heute als Heimatmuseum genutzt.
Dahlenburg war als Teil des Bardengaues Verwaltungssitz eines seiner sieben Gohe, bis im 14. Jahrhundert die „Dahlenburg“ brannte und der Sitz des Burgvogtes nach Bostelwiebeck verlegt wurde. Dennoch wurde das welfische Adelshaus weiterhin mit der Anlage in Dahlenburg belehnt.
Am 18. Juni 1663 entstand in Dahlenburg ein Großbrand, dem 20 Wohnhäuser zum Opfer fielen. Das älteste Haus Dahlenburgs stammt daher aus der Zeit nach dem Brand und wurde 1665 erbaut.
Am 10. Januar 1975 erhielt Dahlenburg die Bezeichnung Flecken.

### Herkunft des Ortsnamens
Frühere Bezeichnungen von Dahlenburg waren 1162 Dalenberg, 1172 Dalemburg, ca. 1200 Dalewo und 1293 Dalenburg. Dahlenburg ist ein slawischer Name. Es wird eine Namensverbindung mit Dahlen bei Stargard oder mit Dahlem in Berlin gesehen.

### Eingemeindungen
Im Zuge der Gebietsreform in Niedersachsen wurden die Gemeinden Buendorf, Eimstorf, Ellringen, Gienau und Lemgrabe am 1. März 1974 in die Gemeinde Dahlenburg eingegliedert.

### Einwohnerentwicklung
| Jahr | Einwohner | Quelle |
| ---- | --------- | ------ |
| 1885 | 0999      | [ 8 ]  |
| 1910 | 0932      | [ 9 ]  |
| 1925 | 0836      | [ 8 ]  |
| 1933 | 1122      | [ 8 ]  |
| 1939 | 1108      | [ 8 ]  |
| 1950 | 1942      | [ 10 ] |
| 1956 | 1739      | [ 10 ] |
| 1973 | 1747      | [ 11 ] |
| 1975 | 03050 ¹   | [ 12 ] |

| Jahr | Einwohner | Quelle |
| ---- | --------- | ------ |
| 1980 | 3167 ¹    | [ 12 ] |
| 1985 | 3138 ¹    | [ 12 ] |
| 1990 | 3101 ¹    | [ 12 ] |
| 1995 | 3330 ¹    | [ 12 ] |
| 2000 | 3426 ¹    | [ 12 ] |
| 2005 | 3478 ¹    | [ 12 ] |
| 2010 | 3356 ¹    | [ 12 ] |
| 2015 | 3313 ¹    | [ 12 ] |
| 2019 | 3295 ¹    | [ 12 ] |

¹ jeweils zum 31. Dezember
|  |

## Politik

### Überregional
Der Flecken Dahlenburg gehört zum Landtagswahlkreis 48 Elbe und zum Bundestagswahlkreis 38 Lüchow-Dannenberg – Lüneburg.

### Gemeinderat
Der Rat des Fleckens Dahlenburg besteht aus 15 Ratsmitgliedern. Dies ist die festgelegte Anzahl für die Mitgliedsgemeinde einer Samtgemeinde mit einer Einwohnerzahl zwischen 3001 und 5000 Einwohnern. Die Ratsmitglieder werden durch eine Kommunalwahl für jeweils fünf Jahre gewählt. Die aktuelle Amtszeit begann am 1. November 2021 und endet am 31. Oktober 2026.

Die letzte Kommunalwahl 2021 ergab das folgende Ergebnis:
| Gemeinderat 2021Insgesamt 15 Sitze - SPD: 3 - Grüne: 2 - aB: 4 - CDU: 6 |

Vorherige Sitzverteilungen:
| Wahljahr                                     | CDU | SPD | aB | Grüne | Gesamt   |
| 2016                                         | 7   | 4   | 2  | 2     | 15 Sitze |
| __________________________ aB: aktive Bürger |     |     |    |       |          |

### Bürgermeister
Die ehrenamtliche Bürgermeisterin Christine Haut (CDU) ist seit 2016 im Amt. Ihre Stellvertreter sind Markus Brusche (CDU) und Franziska Voigt (Gruppe SPD/aB).

### Wappen
| Wappen von Dahlenburg | Blasonierung: „Auf grünem Dreiberg, der mit einem liegenden, herschauenden goldenen Löwen belegt ist, in Schwarz drei rot bedachte silberne Spitztürme, der mittlere mit offenem Tor und goldenem Fallgatter, umgeben von acht silbernen Rosen mit goldenem Kelch.“ |
| Wappen von Dahlenburg | Wappenbegründung: Klemens Stadler schreibt hierzu in seinem Buch: „Das Wappen hat noch die durch ein Bildsiegel aus der Zeit um 1500 erstmals bezeugte Form, nach der sich auch Hupps Wiedergabe richtete. In dem mit 1637 datierten Siegel mit der eigenartigen Umschrift „Des Rahts Wapfen“ stellte man die Rosen sternförmig dar. In neueren Siegeln sind die drei Türme gleichartig. Der Löwe ist eine Minderung des Lüneburger Wappentiers. Redend für den Fleckennamen und zugleich Erinnerung an die Burg und die Stadteigenschaft, die Herzog Otto der Strenge 1289 gewährt hatte, sind die Türme.“ |

### Flagge
Die Gemeindeflagge ist blau und weiß.

### Partnerschaften
Der Flecken pflegt Partnerschaften mit den folgenden Gemeinden:
- Le Molay-Littry im Département Calvados in der Region Normandie (Frankreich)
- Damasławek im Powiat Wągrowiecki der Wojewodschaft Großpolen (Polen)
- Gramsbergen in der Gemeinde Hardenberg in der Provinz Overijssel (Niederlande)

## Kultur und Sehenswürdigkeiten

### Museen
- Dahlenburger Heimatmuseum (St.-Laurentius-Kapelle)

### Kirchen

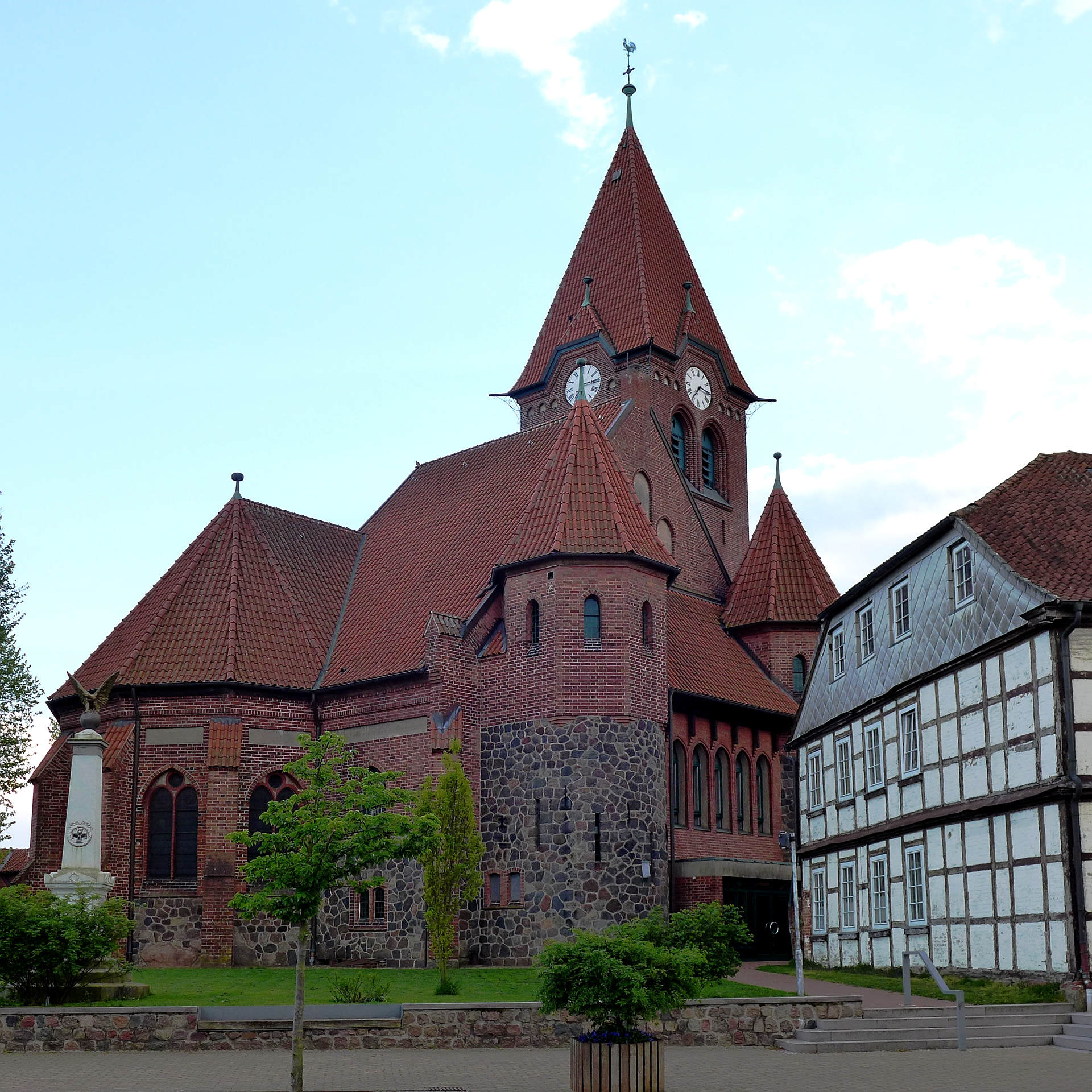
St.-Johannes-Kirche
Die in den Jahren 1903 bis 1905 neu gebaute St.-Johannes-Kirche in der Ortsmitte, benannt nach Johannes dem Täufer, prägt wesentlich das Ortsbild. Der Vorgängerbau aus dem Mittelalter wurde Anfang des 20. Jahrhunderts wegen Baufälligkeit abgerissen. Der Neubau im neogotischen Stil integriert einen kunstvollen spätmittelalterlichen Altar und eine ebenso kunstvolle Renaissance-Kanzel.
Laurentiuskirche

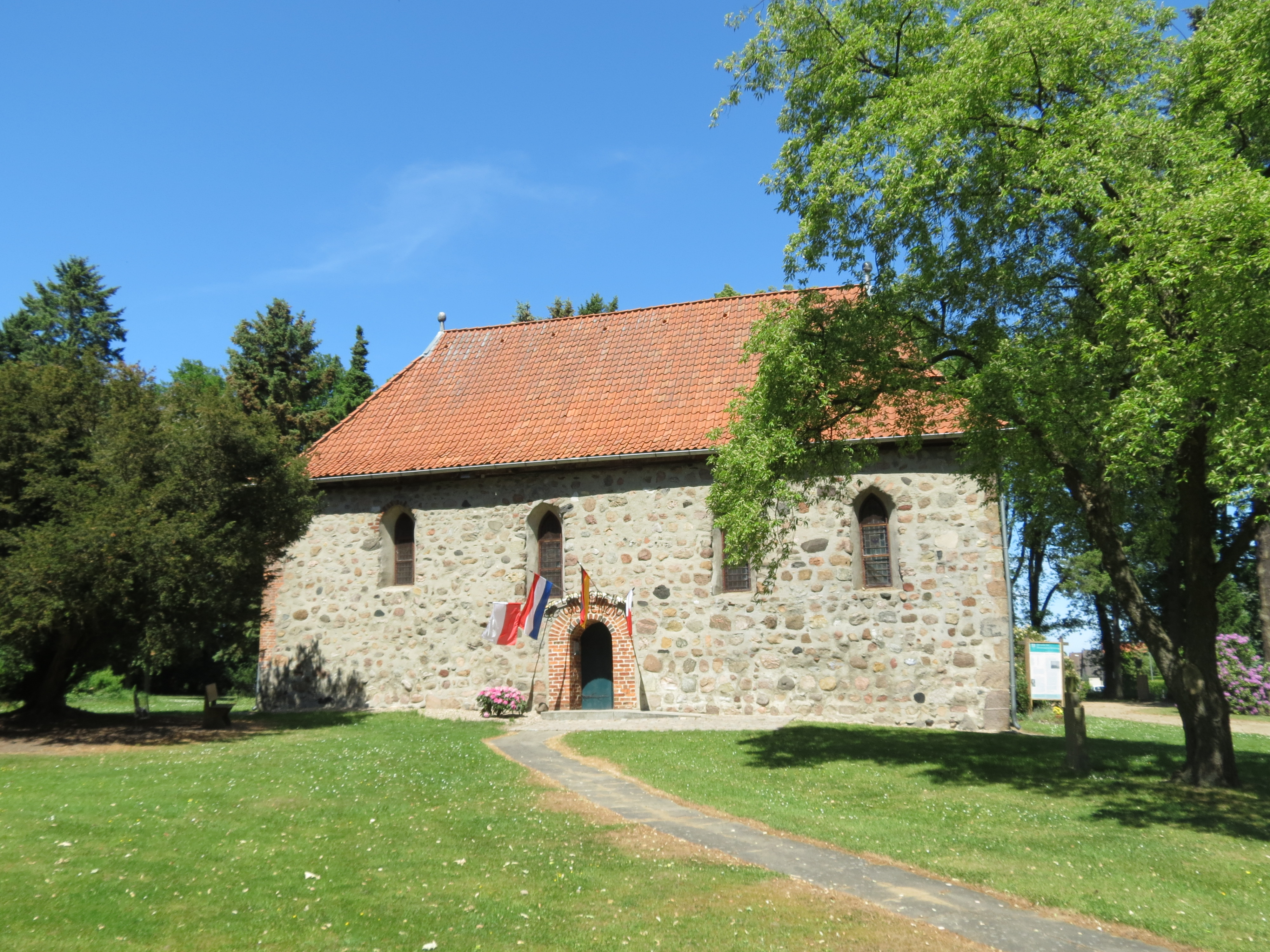
St. Laurentiuskapelle, Südseite

Die aus dem Mittelalter stammende Laurentiuskirche am Ortsausgang Richtung Lüneburg war in früheren Zeiten die Kirche der zum Kirchspiel Dahlenburg gehörenden Außendörfer. Zur Zeit der französischen Besetzung wurde sie um 1803 profaniert und ist seitdem nicht mehr in kirchlicher Nutzung, obwohl sie weiterhin der Gemeinde gehört. In ihr befindet sich seit 1928 das Heimatmuseum, das einen Schwerpunkt auf den Befreiungskriegen und der Schlacht an der Göhrde hat.
St.-Michael-Kirche

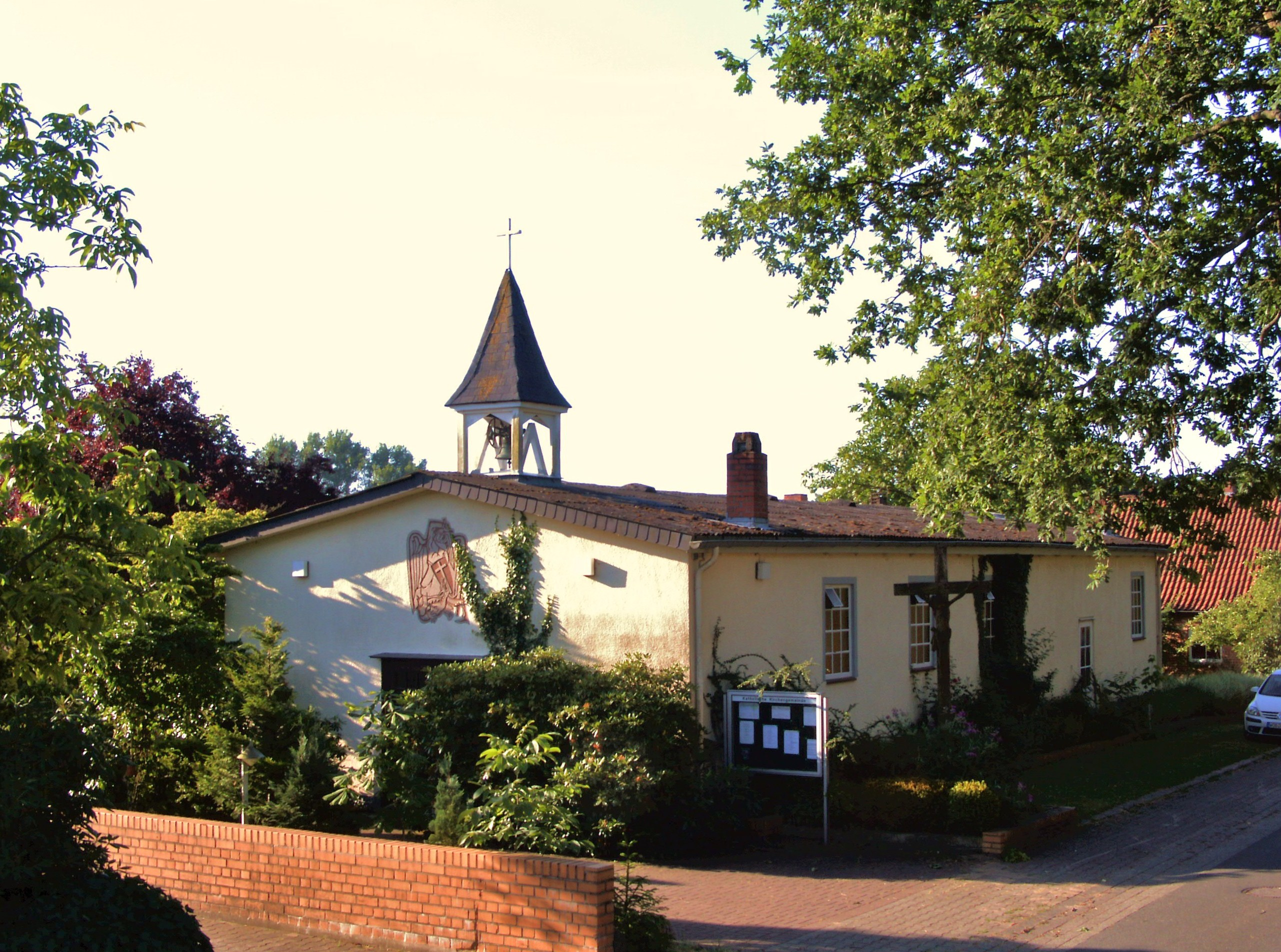
Katholische St.-Michael-Kirche

Neben dem Friedhof befindet sich die katholische St.-Michael-Kirche. Kurz nach 1945 entstand die katholische Gemeinde, 1951 wurde die barackenförmige Kirche eingeweiht. Die Kirche gehört zur Pfarrgemeinde St. Maria Königin vom hl. Rosenkranz in Bleckede. Sie ist als letzte noch in Betrieb befindliche Barackenkirche aus der frühen Nachkriegszeit im Bistum Hildesheim ein seltenes architektonisches Zeugnis der bescheidenen Anfänge der katholischen Kirche in den ländlichen Diasporagebieten des Bistums.

### Vereine
- KunstFleck Dahlenburg (Kunstverein Region Dahlenburg)

### Regelmäßige Veranstaltungen
- Dahlenburger Kulturwoche (Anfang Dezember)
- Flachsfest in Lemgrabe (am letzten Sonntag im Juli)

## Wirtschaft und Infrastruktur

### Unternehmen
- Die Döhler Dahlenburg GmbH, ein führendes Unternehmen im Bereich der Lebensmitteltrocknung, hat ihren Sitz in Dahlenburg und ist mit etwa 450 Beschäftigten größter Arbeitgeber.
- Die Energieversorgung Dahlenburg-Bleckede AG ist ein regionales Energieversorgungsunternehmen, das Dahlenburg und die Gemeinden im Umland mit Strom versorgt und bei Dahlenburg einen Windpark betreibt.

### Bildung
- Haupt- und Realschule Dahlenburg
- Fürstenwall-Schule (Grundschule)
- Schule Marienau

### Verkehr

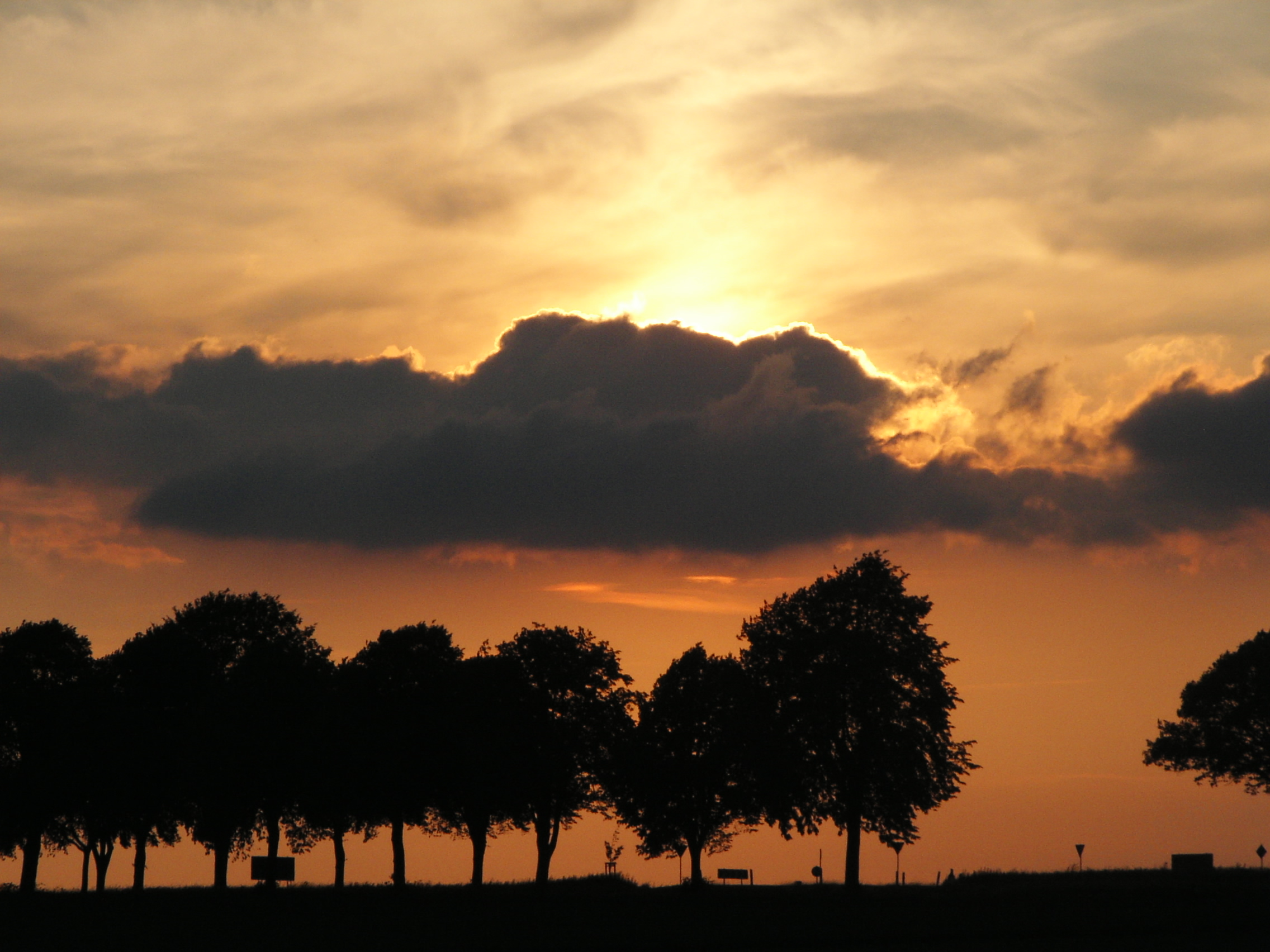
Bundesstraße B 216 Richtung Lüneburg im Sonnenuntergang

Die Bundesstraße B 216 Lüneburg–Dannenberg (Elbe) ist die Ortsumgehungsstraße des Fleckens.
Über die Bahnstrecke Wittenberge – Lüneburg besteht seit 1874 nach Lüneburg und Dannenberg auch eine Eisenbahnverbindung. Allerdings liegt der Bahnhof Dahlenburg weit außerhalb des Ortes, im Dorf Lemgrabe. Der Abschnitt Dannenberg Ost – Wittenberge ist nicht mehr in Betrieb. Zwischen Lüneburg und Dannenberg Ost verkehren Triebwagen der erixx GmbH vom Typ LINT 54 (täglich fünf Fahrtenpaare), die als Linie RB 32 in den Hamburger Verkehrsverbund integriert sind.
Am Bahnhof Dahlenburg zweigte bis 1922 eine Kleinbahnstrecke der Bleckeder Kreisbahn nach Bleckede ab.
Dahlenburg ist mit durch Buslinien mit Lüneburg, Neu Darchau und Lüchow zu erreichen.

## Persönlichkeiten

### Söhne und Töchter der Gemeinde
- Carl Friedrich Christoph Heinrichs (* 21. Juli 1798 in Quickborn bei Dahlenburg; + 29.12.1881 Detmold)
- Hans Masson (* 19. Juni 1893 in Dahlenburg), lebte mit Ehefrau Marie (geb. Lange; * 5. August 1890 in Neuhaus) in Hamburg, Hans Masson wurde mit seiner Frau und seinen Kindern Marion und Max 1941 aufgrund seines jüdischen Glaubens nach Riga deportiert, die Familie wurde in Auschwitz umgebracht
- Claus Leitzmann (* 1933), Mikrobiologe und Ernährungswissenschaftler

### Personen, die mit der Gemeinde in Verbindung stehen
- Johann Georg Stein, genannt der Ältere (1712–1785), Orgelbauer, er baute 1764 die Orgel der örtlichen Laurentiuskirche
- Friedrich Koch (1859–1947), Kunstmaler, er trat vor allem durch die Ausmalung zahlreicher Gebäude hervor, darunter 30 Kirchen, die Predella der örtlichen St.-Johannes-Kirche ist sein Werk
- Margarete Schulz (⚭ 1919–1941), evangelische Lehrerin, wohnte in Dahlenburg, Ehefrau des Fritz Hirschfeld (1886–1944) der in Auschwitz ermordet wurde
- Robert Schulz (1900–1974), SS-Brigadeführer im Nationalsozialismus und Mitglied des Reichstages, lebte zuletzt in Dahlenburg und verstarb dort
- Alfred Ehrhardt (1901–1984), Fotograf und Dokumentarfilmer, er war Lehrer u. a. in Dahlenburg
- Herbert Bodenschatz (1903–1972), Autor und Fachmann für Notgeld und Lagergeld, wohnte in Dahlenburg
- Hans Joachim Schädlich (* 1935), Schriftsteller, wohnte in Dahlenburg